# Pseudochalcura
Pseudochalcura is een geslacht van vliesvleugeligen uit de familie Eucharitidae. De wetenschappelijke naam van dit geslacht is voor het eerst geldig gepubliceerd in 1904 door Ashmead.

## Soorten
Het geslacht Pseudochalcura omvat de volgende soorten:
- Pseudochalcura alba Heraty & Heraty, 2009
- Pseudochalcura americana (Howard, 1894)
- Pseudochalcura atra Heraty, 1986
- Pseudochalcura chilensis Kieffer, 1905
- Pseudochalcura condylus Heraty, 1986
- Pseudochalcura excruciata Heraty, 1986
- Pseudochalcura frustrata Heraty, 1986
- Pseudochalcura gibbosa (Provancher, 1881)
- Pseudochalcura liburna Heraty, 1985
- Pseudochalcura nigrocyanea Ashmead, 1904
- Pseudochalcura pauca Heraty, 1986
- Pseudochalcura prolata Heraty, 1986
- Pseudochalcura sculpturata Heraty, 1985
- Pseudochalcura septuosa Heraty, 1986